# Олейник, Иван Леонтьевич
Иван Леонтьевич Олейник (1919—1968) — подполковник Советской Армии, участник Великой Отечественной войны, Герой Советского Союза (1945).

## Биография

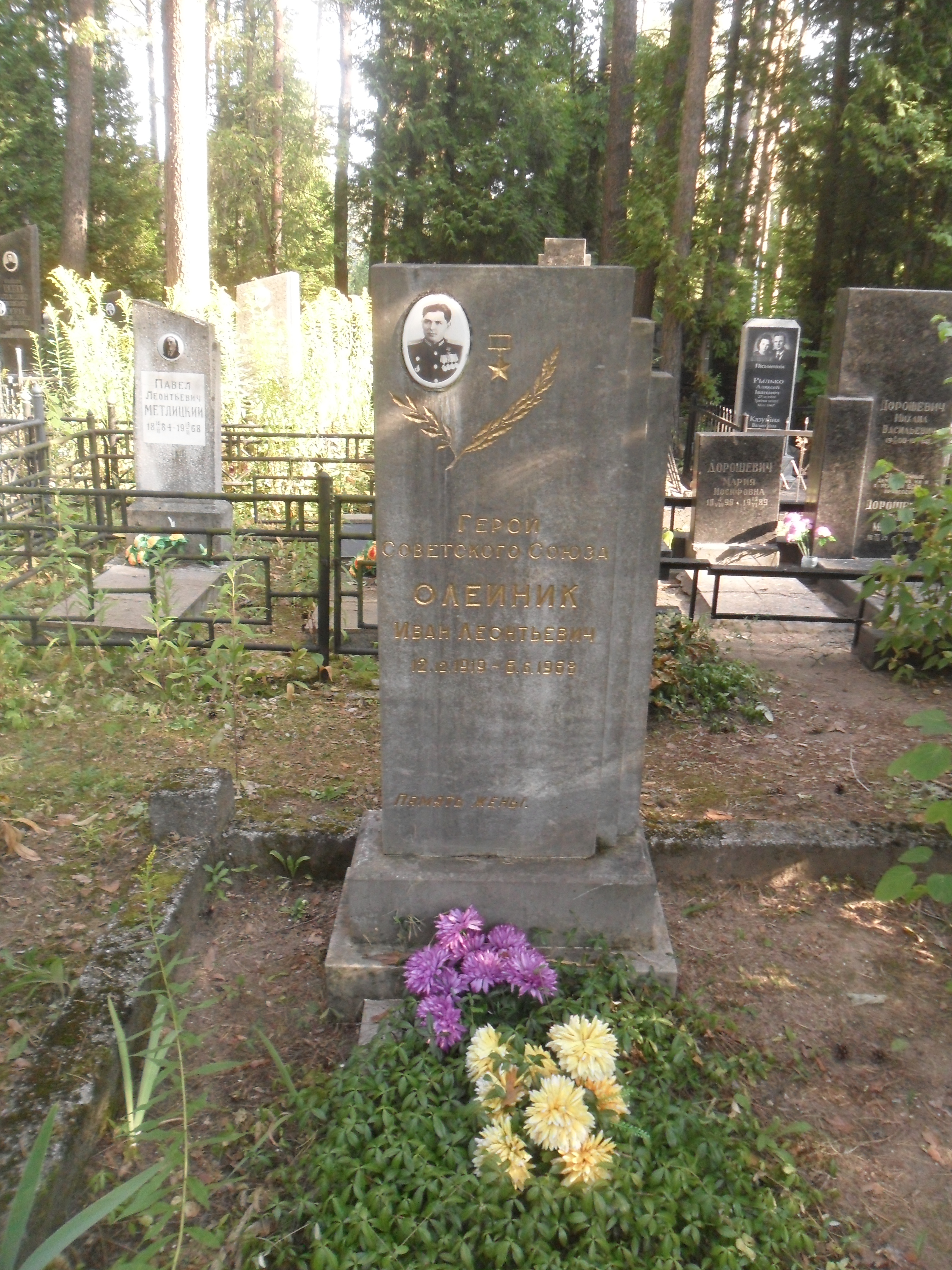
Могила Олейника на Восточном кладбище Минска.

Иван Олейник родился 12 декабря 1919 года в селе Белокони (ныне — Решетиловский район Полтавской области Украины). После окончания железнодорожного училища работал мастером на железной дороге. В 1939 году Олейник был призван на службу в Рабоче-крестьянскую Красную Армию. В 1941 году он окончил Харьковское училище пограничных войск НКВД СССР. С начала Великой Отечественной войны — на её фронтах.
К октябрю 1944 года старший лейтенант Иван Олейник был заместителем командира батальона 453-го стрелкового полка 78-й стрелковой дивизии 27-й армии 2-го Украинского фронта. Отличился во время освобождения Венгрии. В октябре 1944 года Олейник первым переправился через Тису и атаковал противника, увлекая за собой бойцов батальона. Противник предпринял 16 контратак, но все они были успешно отражены. В тех боях Олейник получил тяжёлое ранение, но продолжал сражаться.
Указом Президиума Верховного Совета СССР от 24 марта 1945 года за «мужество и героизм, проявленные при форсировании Тисы и удержании плацдарма на её западном берегу» старший лейтенант Иван Олейник был удостоен высокого звания Героя Советского Союза с вручением ордена Ленина и медали «Золотая Звезда» за номером 4965.
После окончания войны Олейник продолжил службу в Советской Армии. В 1945 году он окончил курсы усовершенствования командного состава, в 1955 году — Военную академию имени М. В. Фрунзе. В 1960 году в звании подполковника Олейник был уволен в запас. Проживал и работал в Минске. Скоропостижно умер 6 июня 1968 года, похоронен на Восточном кладбище Минска.
Был также награждён двумя орденами Красной Звезды и рядом медалей.